# Aries (cómic)
Las encarnaciones de Aries son supervillanos ficticios que aparecen en los cómics estadounidenses publicados por Marvel Comics. Los personajes generalmente se representaban como miembros de encarnaciones del grupo de supervillanos, el Zodiac.
En la historia del Universo Marvel, siete personajes diferentes han asumido el papel de Aries. Todos ellos han sido miembros del villano Zodiac y han usado cuernos en la cabeza para embestir a sus oponentes. El tercer Aries fue un Life Model Decoy creado por Jake Fury. El segundo y cuarto Aries eran afroamericanos.

## Historial de publicaciones
El Aries humano original, Marcus Lassiter, apareció por primera vez en The Avengers # 72 (enero de 1970), y fue creado por el escritor Roy Thomas y el artista Sal Buscema. El personaje aparece posteriormente en Avengers # 82 (noviembre de 1970), en el que es asesinado.
El segundo Aries humano, Grover Raymond, apareció por primera vez en The Avengers # 120-123 (febrero-mayo de 1974), y fue creado por Steve Englehart y Bob Brown. El personaje aparece posteriormente en Ghost Rider # 7 (agosto de 1974) y Capitán América # 177-178 (septiembre-octubre de 1974), en el que es asesinado.
Aries apareció como parte de la entrada "Zodiac" en el Manual Oficial de Marvel Universe Deluxe Edition # 20.

## Biografía del personaje ficticio

### Marcus Lassiter
No se sabe nada sobre cómo Lassiter se unió al Cartel o cualquiera de sus tratos con su grupo antes de su primera batalla con los Vengadores.
Para derribar al Cartel del Zodiaco, Nick Fury, disfrazado como Escorpio capturaba a los Vengadores. Llamó al Cartel para una reunión con el fin de presentarles a los Vengadores. Los Vengadores lograron liberarse antes de que el Cartel pudiera ejecutarlos. Fury se desenmascaró y se unió a los héroes en la lucha contra el Cartel del Zodiaco. Aries logró reclamar la Llave del Zodiaco y condujo al Cartel a escapar a través de un agujero en la pared.
Lassiter lideró la reorganización del Cartel y su planeación de apoderarse de Manhattan. Un grupo de mercenarios en el empleo del Zodiaco fue enviado a la Mansión de los Vengadores y pudo someter a los Vengadores que posteriormente fueron puestos en estasis. El ejército del zodiaco liderado por Aries pudo tomar Manhattan. Aries usó la llave del zodiaco para atrapar a la ciudad dentro de un campo de fuerza. El Cartel amenazó con matar a toda la población de Manhattan si no se les pagaba mil millones de dólares. Pantera Negra y Daredevil lograron liberar a los Vengadores, y, en la batalla que siguió, Aries aparentemente fue asesinado. Thor destruyó su nave con un rayo. El resto del Cartel del Zodiaco escapó de la captura.

### Grover Raymond
Grover Raymond fue reclutado por Tauro para reemplazar a Marcus Lassiter como Aries. El Cartel del Zodiaco decidió matar a todas las personas nacidas bajo el signo de Géminis porque pensaban que no eran confiables. El Cartel fue derrotado por los Vengadores que pudieron destruir el Star-Blaster que el Zodiaco iba a usar para cumplir sus planes.
Después de su derrota, Raymond pudo hacer que todo el Cartel, excepto Libra, lo respaldara para derrocar a Tauro como su líder. El zodiaco renegado se reunió con Cornelius Van Lunt, el patrocinador financiero del Cartel, en un almacén vacío, pero fueron atacados por los Vengadores durante la reunión. Van Lunt huyó, pero reveló que él era Tauro y que el almacén era, de hecho, un cohete que Tauro disparó al espacio. La Visión pudo persuadir al Zodiaco de ayudar a los Vengadores a regresar a la tierra en lugar de continuar su batalla. A su regreso a la tierra, los Vengadores entregaron a Aries y a los otros zodiacos, a excepción de Libra, a las autoridades. A excepción de Tauro, todo el Cartel terminó en prisión.
Mientras estaba en prisión, Raymond fue visitado por Lucifer, que había poseído el cuerpo de Rafe Michel, un criminal. Para evitar que su poder consuma un solo cuerpo, Lucifer ofreció dividir su poder. Raymond estuvo de acuerdo y ganó el disfraz y algo de la fuerza de Lucifer. Lucharon contra Falcon, pero lograron escapar al Sr. Morgan. Morgan les pidió a los dos que mataran a Falcon.
Los dos Lucifers atacaron, pero fueron derrotados por Falcon. Raymond-Lucifer condujo al otro a la base de Lucifer, donde revivieron los Ultra-Robots intactos de Lucifer y los enviaron a atacar a Falcon. Sin embargo, Falcon fue ayudado por un Capitán América sin disfraz, que derrotó a los Lucifers y a los Ultra-Robots. Aún incapaz de contener las energías de Lucifer, ambos cuerpos anfitriones murieron con Lucifer y fueron enviados de regreso a la Dimensión Sin Nombre.

### LMD
Esta versión de Aries fue un Life Model Decoy creado junto con un Zodiaco completamente nuevo en el Teatro de la Genética por Escorpio (también conocido como Jake Fury). Los Defensores atacaron el Teatro y Escorpio se vio obligado a activar el Zodiaco LMD prematuramente. El Aries LMD se apresuró a la batalla pero se vio obstaculizado por su torpeza e imprudencia. Caballero Luna y Nighthawk pudieron hacer que Aries se estrellara contra una pared y quedara inconsciente. El Aries LMD fue puesto bajo la custodia de S.H.I.E.L.D. después de la batalla.
Más tarde, Aries y el resto del Zodiaco LMD, liderado por Quicksilver, lucharon contra los Vengadores a quienes Quicksilver intentaba enmarcar por traición. Durante una batalla submarina cerca de la Mansión de los Vengadores con un equipo de héroes, los LMD de Aries y Tauro fueron arrojados al río y detenidos por las autoridades.
Después de ser liberado de la prisión, Aries y el resto del LMD Zodiac atacaron y mataron a todos los cárteles humanos del Zodiaco, excepto Cornelius Van Lunt (también conocido como Tauro). Poco después el LMD Zodiac intentó robar la Casa de la Moneda de Denver, pero los Vengadores de la Costa Oeste los interrumpieron. Durante la batalla, el LMD Escorpio llevó tanto al Zodiaco como a los Vengadores a la Dimensión Ankh, pero esto tuvo el resultado no deseado de apagar todos los LMD, dejándolos inmóviles en esa dimensión extranjera.

### Oscar Gordon
No se sabe mucho sobre esta versión de Aries o cómo se unió al Cartel del Zodiaco. Probablemente fue invitado por Cornelius Van Lunt como lo hizo anteriormente. Tauro más tarde, la segunda versión de Acuario y esta encarnación de Aries intentó matar a Iron Man (James Rhodes), pero ambos fallaron. En su batalla, Aries fue derrotado y entregado a las autoridades.

### Aries eclíptico
Esta encarnación de Aries fue producto de la ingeniería genética reclutada por Escorpio que trabajaba para Eclíptica. Esta versión de Zodiac fue enviado por Escorpio robar el N-ésimo proyector de Departamento H. Durante su misión fueron atacados y derrotados por Alpha Flight, pero pudieron escapar.
Poco después, el director de Arma X envió un equipo de Arma X a la sede del castillo del Zodiaco para recuperar a Madison Jeffries, que se había convertido en uno de los gemelos Géminis del Zodiaco. El zodiaco fue derrotado y Jeffries fue recuperado. El Zodiaco fue drenado de su energía vital por Sauron y, después de que la criatura se fue, el Arma X voló el castillo dejando al Zodiaco por muerto.

### Aries de Thanos
El sexto Aries es un criminal reclutado y habilitado por Thanos para recuperar varios artefactos alienígenas dispersos por la Tierra. Él lucha contra los Vengadores con el resto de la nueva organización Zodiac, pero finalmente se desactiva cuando Thanos ya no necesita que lo deje a él y a los otros miembros de Zodiac por muertos en el Helicarrier autodestructivo.

### Aries de los Merodeadores
Una versión mutante de Aries aparece como miembro de los Merodeadores de Mr. Siniestro. Estaba viajando a través de las alcantarillas con sus compañeros Merodeadores en un intento de capturar a Nightcrawler. Encontró a Nightcrawler y cargó contra él con sus cuernos solo para que Nightcrawler los teletransportara a ambos, donde Aries se encontró directamente con sus compañeros de equipo Azimuth, Chimera y Coda. Una pelea estalló hasta que Nightcrawler fue noqueado por Azimuth.

## Poderes y habilidades
El primer y segundo Aries usaban un par de cuernos de carnero sobre sus cabezas que podían usar para embestir a los oponentes en la batalla. El segundo a menudo llevaba un Star-Blazer, una pistola que podía disparar explosiones de energía. Mientras estaba poseído por Lucifer, su cuerpo estaba cargado de energía iónica, otorgándole una fuerza sobrehumana.
El tercer Aries poseía un par de cuernos en la cabeza, una fuerza mejorada e intentaba embestir a sus oponentes en la batalla. En su forma más reciente, también llevaba una armadura protectora y podía proyectar fuego desde sus cuernos. Como LMD, también podría existir bajo el agua.
El cuarto Aries llevaba cuernos en la cabeza que podía usar para embestir a los oponentes.
El quinto Aries, como todos los Aries, tenía cuernos en la cabeza que podía usar para embestir a los oponentes.
El sexto Aries poseía una fuerza sobrehumana, tenía cuernos, empuñaba un arma y usaba la teletransportación del Zodiaco.
El séptimo Aries llevaba un traje especial provisto por Thanos que le dio superfuerza y le permitió asumir la forma de un carnero humanoide.

## En otros medios

### Televisión
- Aries aparece en The Avengers: United They Stand, con la voz de Tony Daniels. Es miembro de los Zodiacs y es representado como un extraterrestre súper fuerte que usa un casco con cuernos de carnero.
- Aries aparece en Marvel Anime: Iron Man, episodio "Cosecha el torbellino". Esta versión es un robot de control de tornados que es responsable de matar a los profesores Ohno y Satoshi Yamaguchi. Cuando Iron Man se enfrenta a Aries durante su ataque a una base militar, Aries fácilmente derrota a Iron Man. Más tarde, Aries ataca al Dr. Chika Tanaka, al profesor Michelini y a Nanami Ota en su casa, lo que termina con la supuesta muerte del profesor. Resulta que Michelini fue el responsable de proporcionar la información del proyecto Tesla a Zodiac, que fue una iniciativa de investigación en manipulación del clima. Aries luego desata dos tornados F-5 en la base de Yokasuka cuando Michelini es absorbido por el tornado. Con su armadura reparada, Tony Stark se convierte en Iron Man e ingresa al tornado con el cañón EMP mejorado. Usando el cañón EMP, Iron Man derrota a Aries que se estrella contra el suelo.
- Aries aparece en el episodio de Ultimate Spider-Man, "Solo para tu ojo". Los soldados de infantería de Aries se representan con máscaras de carnero.